# 陳永發
陳永發（1944年9月1日—），出生於四川成都，祖籍浙江崇德（今桐乡市崇福镇）。中華民國歷史學者，現任中央研究院近代史研究所通信研究員，曾任近代史研究所所長。2004年當選為中央研究院院士。

## 簡歷
出身農工家庭，有五個弟妹，父親是空軍兵工廠工人，1949年舉家來到臺灣臺中。畢業於臺中二中、國立臺灣大學歷史系、所，並取得碩士學位，前往美國史丹福大學深造，後獲歷史博士。並曾於芝加哥大學博士前研究，加州大學柏克萊分校博士後研究。歷任中華民國中央研究院近代史研究所研究員、臺灣大學歷史學系教授，為中國共產党史專家，被譽為「在研究中國共產革命史方面具有開拓地位」。
陳永發自言研究中共黨史最重要的目的是想知道「到底是何原因讓國民黨失敗撤退到臺灣，共產黨又如何獲得廣大農工階層的支持。」曾申請進入台灣政府機關中收藏共產黨資料最為豐富的法務部調查局，並從倉庫內逐一挖堀三十多年前的史料。著有〈紅太陽下的罌粟花〉、《延安的陰影》、《中國共產革命七十年》。
《中國共產革命七十年》是吳大猷擔任中研院院長時計劃出版《最近兩百年中國史》三冊中的第三冊「中共篇」，出版後頗受好評。

## 對張戎的看法
針對張戎的《毛澤東：不為人知的故事》一書，陳永發提出他的觀點：
|  | 毛澤東強調自我作主，是透過對自己負責來追求實現，強調爭取行動的絕對自由。毛澤東這一套倫理觀的危險之處，不在於缺乏道德感，而在於道德感特別強烈，正因為道德感特別強烈，他才會強調真理如果在握，雖千萬人吾往矣……毛澤東為了實踐理想，遂經常流於剛愎自用，一意孤行，甚至不擇手段…… 張戎夫婦只看到毛澤東為了達到目的進行的政治權謀，只看到毛澤東的無情和殘酷，也只看到毛澤東對暴力和恐怖的使用，而不了解毛澤東的鬥爭講究「有理、有利、有節」三大原則；最在乎義正詞嚴，儘管義正詞嚴可能是強詞奪理，也可能帶來暴力、血腥、苦難和死亡，但是他們完全不理解毛澤東所謂「理」的具體內容，也完全不理解毛澤東如何宣傳這個理的過程，也就無法理解毛澤東在中國共產黨內外享受到的擁護和盲目崇拜。…… 毛澤東透過對科學真理和愛國主義詮釋權的取得，進而壟斷道德的合法性，並以之驅使全國人民；如果離開這一個觀察角度，我們不僅難以解釋毛澤東本人矛盾而複雜的言行，更難以解釋他為什麼今天仍然有那麼多信徒，或相信毛澤東的社會主義理想，或相信毛澤東率領中國人民已經站立起來了。 |

## 論文舉隅

### 英文
- "The Wartime Bandits and Their Local Rivals: Bandits and Secret Societies," in Selected Papers from the Center for Far Eastern Studies, No. 3 (1978-1979), The University of Chicago, Chicago, Illinois, 1979, 70p.。
- "Rural Elections in Wartime Central China: Democratization of Subbureaucracy," Modern China, Vol. 6, No. 3 (July 1980), 44p.。
- Moral Economy and the Chinese Revolution: A Critique. Monograph No.32 of the Department of South and Southeast Asian Studies, University of Amsterdam, 1986. Co-authored with Gregor Benton, 112p.。
- "The Futian Incident and the Anti-Bolshevik League: The 'Terror' and CCP Rovolution," Republican China, Vol. XIX, No. 2 (April 1994), p.1-51.。
- "The Blooming Poppy under the Red Sun: The Yan'an Way and the Opium Trade," New Perspective on the Chinese Communist Revolution, edited by Tony Saich and Hans van de Ven, M. E. Sharpe, 1995, pp. 263-298.。

### 中文
- 〈從Ralph Thaxton 的研究論抗日時期中共在太行山區及其附近的活動〉，《中央研究院近代史研究所集刊》，期13（1984年6月），54頁。
- 〈紅太陽下的罌粟花：鴉片貿易與延安模式〉，《新史學》，卷1期4（1990年12月），77頁。
- 〈政治控制和群眾動員：鄂豫皖肅反〉，《大陸雜誌》，卷86期1-3（1993年1-3月），41頁。
- 〈內戰：毛澤東和土地革命：錯誤判斷還是政治謀略〉，《大陸雜誌》，卷92期1-3（1996年1-3月），38頁。
- 〈「延安模式」的再檢討〉，《新史學》，卷8期3（1997年9月），64頁。

## 外部連結
- 楊奎松，評陳永發《中國共產革命七十年》
- 高華，在史料的叢林中──讀陳永發新著《中國共產革命七十年》 （页面存档备份，存于）
- 淩鋒，陳永發和他的《中國共產革命七十年》 （页面存档备份，存于）
- 中央研究院近代史研究所—同仁資料與著作目錄 （页面存档备份，存于）
- 台灣中共史專家陳永發院士評張戎《毛傳》 （页面存档备份，存于）